# Dzweli Chibula
Dzweli Chibula (gruz. ძველი ხიბულა) – wieś położona w gminie Chobi,  w regionie Megrelia-Górna Swanetia, w zachodniej Gruzji, centrum wspólnoty. Znajduje się na prawym brzegu rzeki Czanistskali, 170 metrów n.p.m. Odległość od miasta Chobi wynosi 24 kilometry. W 2014 roku liczyła 712 mieszkańców. Wieś znana jest jako miejsce, w którym spędził ostatnie dni swojego życia pierwszy prezydent Gruzji Zwiad Gamsachurdia (1939-1993).

## Historia
Pierwsza wzmianka o wsi Dzveli Chibula pojawiła się w źródłach w latach 60. XVI wieku. W XVII w. we wsi znajdowały się dwa pałace katolików abchaskich. Zachowały się ruiny jednego z pałaców.
W 2015 roku dom, w którym Gamsachurdia spędził ostatnie dni swojego życia, kupiła jedna z grup społecznych; nowy właściciel domu ogłosił gotowość przekazania go państwu w celu utworzenia muzeum pamięci Zwiada Gamsachurdii. W dniu 3 sierpnia 2018 roku zarządzeniem dyrektora Narodowej Agencji Ochrony Dziedzictwa Kulturowego dom ten otrzymał status nieruchomego zabytku dziedzictwa kulturowego.

## Zabytki
Ruiny średniowiecznych budynków.